# Irving G. Thalberg-emlékdíj
Az Irving G. Thalberg-emlékdíj az Oscar-díj egyik különdíja. Irving Grant Thalberg (1899. május 30. – 1936. szeptember 14.) producer emlékére hozták létre, az év legjobbnak ítélt filmproducere kapja. Irving Thalberg, a mindössze harminchét évesen szívrohamban elhunyt producer, munkájával a legsikeresebb  Hollywood-i stúdiót hozta létre, a Metro-Goldwyn-Mayer-t. Filmötletei még az 1950-es években is sok jó film alapja lett. A nevét viselő emlékdíjat nem rendszeresen ítélik oda, de az Életmű Oscarral egyenértékűnek tekintik.

## Díjazottak
| Év   | Kép                                           | Díjazott             | Megjegyzés |
| ---- | --------------------------------------------- | -------------------- | ---------- |
| 1937 |                                               | Darryl F. Zanuck     |            |
| 1938 |                                               | Hal B. Wallis        |            |
| 1939 | David O. Selznick in 1934                     | David O. Selznick    |            |
| 1941 | Walt Disney in 1946                           | Walt Disney          |            |
| 1942 | Sidney Franklin in 1920                       | Sidney Franklin      |            |
| 1943 |                                               | Hal B. Wallis        |            |
| 1944 |                                               | Darryl F. Zanuck     |            |
| 1946 | Samuel Goldwyn in 1919                        | Samuel Goldwyn       |            |
| 1948 | –                                             | Jerry Wald           |            |
| 1950 |                                               | Darryl F. Zanuck     |            |
| 1951 | –                                             | Arthur Freed         |            |
| 1952 | Cecil B. DeMille circa 1920                   | Cecil B. DeMille     |            |
| 1953 | George Stevens in 1957                        | George Stevens       |            |
| 1956 | –                                             | Buddy Adler          |            |
| 1958 | Jack Warner in 1955                           | Jack L. Warner       |            |
| 1961 | Stanley Kramer circa 1955                     | Stanley Kramer       |            |
| 1963 | Sam Spiegel in 1963                           | Sam Spiegel          |            |
| 1965 | William Wyler circa 1945                      | William Wyler        |            |
| 1966 | Robert Wise in 1990                           | Robert Wise          |            |
| 1967 | Alfred Hitchcock by Jack Mitchell, circa 1972 | Alfred Hitchcock     |            |
| 1970 | Ingmar Bergman in 1957                        | Ingmar Bergman       |            |
| 1973 | –                                             | Lawrence Weingarten  |            |
| 1975 |                                               | Mervyn LeRoy         |            |
| 1976 | Pandro S. Berman in 1953                      | Pandro S. Berman     |            |
| 1977 | –                                             | Walter Mirisch       |            |
| 1979 | –                                             | Ray Stark            |            |
| 1981 | Albert R. Broccoli in 1976                    | Albert R. Broccoli   |            |
| 1986 | Steven Spielberg in 2017                      | Steven Spielberg     |            |
| 1987 |                                               | Billy Wilder         |            |
| 1990 | David Brown in 2000                           | David Brown          |            |
| 1990 | Richard D. Zanuck in 1990                     | Richard D. Zanuck    |            |
| 1991 | George Lucas in 2009                          | George Lucas         |            |
| 1994 | Clint Eastwood in 2010                        | Clint Eastwood       |            |
| 1996 |                                               | Saul Zaentz          |            |
| 1998 | Norman Jewison in 2012                        | Norman Jewison       |            |
| 1999 |                                               | Warren Beatty        |            |
| 2000 | Dino De Laurentiis in 2009                    | Dino De Laurentiis   |            |
| 2009 | –                                             | John Calley          |            |
| 2010 | Francis Ford Coppola in 2011                  | Francis Ford Coppola |            |
| 2018 | Kathleen Kennedy in 2015                      | Kathleen Kennedy     |            |
| 2018 | Frank Marshall in 2012                        | Frank Marshall       |            |
| 2025 | Barbara Broccoli in Spectre premier           | Barbara Broccoli     |            |
| 2025 | Michael G. Wilson in 2006                     | Michael G. Wilson    |            |